# Эфендизаде, Ибрагим
Ибрагим Эфендизаде (азерб. Hacı İbrahim Əfəndi Əfəndizadə) — 6-й муфтий мусульман Кавказа.

## Биография
Ибрагим Эфендизаде родился 15 мая 1870 года в Шемахе.
В 1944 году Хаджи Ибрагим Эфендизаде был заместителем председателя Духовного управления мусульман Закавказья на очередном (первом в СССР) съезде мусульман Кавказа. Верховный муфтий был избран и занимал эту должность до конца своей жизни. Он приобрёл репутацию священнослужителя, хорошо разбирающегося в богословских науках, проповедующего религиозные обряды и требования шариата. Защищал мир, приветствовал призывы Всемирного совета мира против ядерного оружия, осудил военную интервенцию США в Корее и призывал к миру.
Муфтий Ибрагим Эфендизаде скончался 18 сентября 1957 года.